# Schaumburg, Illinois
Schaumburg är en ort (village) i Cook County, och  DuPage County, i delstaten Illinois, USA. Enligt United States Census Bureau har orten en folkmängd på 74 550 invånare (2011) och en landarea på 49,8 km².